# Mirzjalol Qosimov
Mirjalol Qoshoqovich Qosimov (ryska: Мирджалол Кушакович Касымов, Mirzjalol Kusjkovitj Kasymov) född 17 september 1970 i Tasjkent i dåvarande Uzbekiska SSR i Sovjetunionen (nu Uzbekistan, är före detta sovjetisk, rysk och uzbekisk fotbollsspelare och tränare. Mellan 2008 och april 2010 var han även tränare för Uzbekistans landslag. 2010 tog han över som tränare för den uzbekiska fotbollsklubben FK Bunjodkor.
Qosimov slutade sin spelarkarriär i Masjal FK som spelade i Uzbekistans högsta liga, Olij Liga. Han har gjort flest landskamper (65) och flest mål (29) för Uzbekistans herrlandslag i fotboll. Qosimov slutade spela år 2005 då Uzbekistan misslyckats med att kvala in till världsmästerskapet i fotboll 2006.